# Decimomannu
Decimomannu is een gemeente in de Italiaanse provincie Cagliari (regio Sardinië) en telt 7042 inwoners (31-12-2004). De oppervlakte bedraagt 28,1 km², de bevolkingsdichtheid is 251 inwoners per km².

## Demografie
Decimomannu telt ongeveer 2359 huishoudens. Het aantal inwoners steeg in de periode 1991-2001 met 8,0% volgens cijfers uit de tienjaarlijkse volkstellingen van ISTAT.
| Jaar | Inwoneraantal |
| ---- | ------------- |
| 1991 | 6332          |
| 2001 | 6836          |

## Geografie
De gemeente ligt op ongeveer 12 m boven zeeniveau.
Decimomannu grenst aan de volgende gemeenten: Assemini, Decimoputzu, San Sperate, Siliqua, Uta, Villasor, Villaspeciosa.
Armungia · Assemini · Ballao · Barrali · Burcei · Cagliari · Capoterra · Castiadas · Decimomannu · Decimoputzu · Dolianova · Domus de Maria · Donòri · Elmas · Escalaplano · Escolca · Esterzili · Gergei · Gesico · Goni · Guamaggiore · Guasila · Isili · Mandas · Maracalagonis · Monastir · Monserrato · Muravera · Nuragus · Nurallao · Nuraminis · Nurri · Orroli · Ortacesus · Pimentel · Pula · Quartu Sant'Elena · Quartucciu · Sadali · Samatzai · San Basilio · San Nicolò Gerrei · San Sperate · San Vito · Sant'Andrea Frius · Sarroch · Selargius · Selegas · Senorbì · Serdiana · Serri · Sestu · Settimo San Pietro · Seulo · Siliqua · Silius · Sinnai · Siurgus Donigala · Soleminis · Suelli · Teulada · Ussana · Uta · Vallermosa · Villa San Pietro · Villanova Tulo · Villaputzu · Villasalto · Villasimius · Villasor · Villaspeciosa
1. ↑  https://demo.istat.it/?l=it.